# پردازش رایانه‌ای داده‌ها
پردازش رایانه‌ای داده‌ها هر فرایندی است که از برنامه‌ای رایانه‌ای برای واردسازی داده‌ها، خلاصه‌بندی، تحلیل و در غیر این‌صورت تبدیل‌داده به اطلاعات قابل استفاده استفاده می‌کند.
علوم و فناوری پردازش داده‌ها دارای وسعت، گوناگونی، و پیچیدگی فراوانی بوده، و این زمینه از دانش به شاخه‌ها و زیر شاخه‌های متعددی تقسیم می‌شود، که برخی از آن‌ها عبارت است از: 

## پردازش علائم
مقالهٔ اصلی: پردازش علائم
پردازش علائم (سیگنال‌ها) را باید یکی از شاخه‌های وسیع و پر کاربرد در پردازش داده‌ها به حساب آورد.

## پردازش تصاویر
مقالهٔ اصلی: پردازش تصاویر
پردازش تصاویر یکی از زمینه‌های عمده و خاص در پردازش علائم به حساب می‌آید که در آن داده‌های مورد پردازش و عمل‌آوری تصاویر و سیگنال‌های دو بعدی‌ست. 

## پردازش متون
مقالهٔ اصلی: پردازش متون
یکی از مسائل عمده در پردازش متون و به طور عمومی‌تر در پردازش زبان‌های طبیعی عملیات و فرایندهای مربوط به مدل‌سازی داده‌ها است.